# Акжар (Алакольський район)
Акжа́р (каз. Ақжар) — село у складі Алакольського району Жетисуської області Казахстану. Адміністративний центр Акжарського сільського округу.
У радянські часи село називалось Ніколаєвка.
Населення — 1418 осіб (2021; 1429 у 2009, 1521 у 1999, 1722 у 1989).